# James Hamilton (1516)
James Hamilton, duca di Châtellerault e II conte di Arran (1516 – 22 gennaio 1575), è stato un nobile scozzese.

## Biografia

### Infanzia
Era il figlio maggiore legittimo di James Hamilton, I conte di Arran.
Attraverso la sua nonna paterna Maria di Scozia, Hamilton era il pronipote di Giacomo II di Scozia. Alla morte di John Stewart, duca di Albany nel 1536, Arran divenne l'erede del Regno di Scozia dopo i parenti stretti del Re.

### Matrimonio
Hamilton sposò nel 1532, Margaret Douglas, figlia di James Douglas, III conte di Morton, e di Catherine Stewart, anche lei figlia naturale di Giacomo IV di Scozia.

### Reggente di Scozia
I bambini della famiglia reale morirono in tenera età, così alla morte di Giacomo V di Scozia, nel 1542, il Conte di Arran era al secondo posto nella linea al trono scozzese dopo la regina Maria, figlia di Giacomo V, per il quale è stato nominato reggente. Nel 1543, i sostenitori di Matthew Stuart, IV Conte di Lennox, sfidò sulla pretesa di Arran e la sua legittimità, suggerendo che il divorzio di suo padre e il secondo matrimonio di quest'ultimo non erano validi.
Inizialmente un protestante e un membro del partito filo-inglese, nel 1543, è stato coinvolto nella negoziazione del matrimonio della Regina di Scozia con il Principe di Galles (il futuro Edoardo VI d'Inghilterra). Il Cardinale Beaton, che ha favorito la Auld Alliance, era stato imprigionato a Dalkeith Palace e poi Blackness Castle.
Il 3 settembre 1543 ci fu il panico a Edimburgo, quando si seppe che Arran aveva tranquillamente lasciato la città. Anche se aveva detto che era in visita a sua moglie, incinta, a Blackness Castle, il partito filo-inglese, avrebbe cercato di incontrare il Cardinale Beaton. Il Governatore e il Cardinale si riconciliarono a Callender House. Poco dopo, Arran divenne un cattolico e si unì alla fazione filo-francese, acconsentendo al matrimonio della Regina per il Delfino francese, poi Francesco II di Francia. Ciò ha portato a sette anni di guerra con l'Inghilterra.
La dichiarazione di guerra è stata portata da Henry Ray al Parlamento di Scozia. Arran ha risposto che il parlamento era stato sciolto, e così pensò che non conveniva rispondere a Enrico VIII sui punti sollevati al momento. Nel 1548 la Regina di Scozia è andato a vivere alla corte francese. Per il suo lavoro sulla negoziazione del suo matrimonio, Hamilton è stato creato Duca di Châtellerault, e fu fatto un cavaliere dell'Ordine di San Michele.

### Riforma
Nel 1554, Arran si arrese alla reggenza di Maria di Guisa, madre di Maria. Hamilton lasciò la reggenza a condizione che sarebbe stato il prossimo in linea dopo che la Regina, se fosse morta senza figli. Ma la successione scozzese era stato segretamente promessa alla Francia.
Nei primi mesi della Riforma scozzese, Hamilton ha continuato a sostenere Maria di Guisa. Ha cambiato fedeltà di nuovo nel mese di agosto 1559, per unirsi ai protestanti Signori della Congregazione per opporsi alla reggenza di Maria di Guisa, perdendo il suo Ducato francese. Dopo la morte di Guisa, Hamilton persuase il Parlamento di Scozia per realizzare un piano: far sposare suo figlio James con Elisabetta I d'Inghilterra, e poi, dopo la morte di Francesco II di Francia nel 1560 tentò, senza successo, di organizzare per James il matrimonio con la giovane vedova Maria.
Dopo il suo matrimonio si ritirò nelle sue terre in Francia. Nel 1569, tornò in Scozia e fu imprigionato fino a quando, nel 1573, accettò di riconoscere Maria come erede di Giacomo V.

## Discendenza
Hamilton e Margaret Douglas ebbero dieci figli:
- James Hamilton (1532-1609), III conte di Arran;
- Lady Barbara Hamilton (1534 - 1558), sposò in prime nozze Alexander Gordon, Lord Gordon, non ebbero figli, sposò in seconde nozze James Fleming, IV Lord Fleming, ebbero una figlia;
- Gawain Hamilton (1534 - 1547);
- Lady Anne Hamilton (1535 - 1574) sposato George Gordon, V conte di Huntly, ebbero due figli;
- John Hamilton, I marchese di Hamilton (1535 - 1604), sposò Margaret Lyon, ebbero cinque figli;
- Lady Margaret Hamilton, sposò Sir Alexander Pethein;
- Lady Elizabeth, sposò George Hamilton;
- David Hamilton (1543 - 1611);
- Claud Hamilton, I Lord di Paisley (1543 - 1621/1622), sposò Margaret Seton, ebbero nove figli;
- Lady Jean Hamilton (1554 - 1596), sposò Hugh Montgomerie, III conte di Eglinton.

## Ascendenza
|                                   |              |                          | Genitori                  |  |  | Nonni |  |  | Bisnonni       |  |  | Trisnonni     |  |
|                                   |              |                          |                           |  |  |       |  |  | James Hamilton |  |  | John Hamilton |  |
|                                   |              |                          |                           |  |  |       |  |  | James Hamilton |  |  | John Hamilton |  |
|                                   |              | Janet Douglas            |                           |  |  |       |  |  | James Hamilton |  |  |               |  |
| James Hamilton, I lord Hamilton   |              |                          |                           |  |  |       |  |  | James Hamilton |  |  |               |  |
|                                   |              | Janet Livingston         | sir Alexander Livingston  |  |  |       |  |  |                |  |  |               |  |
|                                   |              | Janet Livingston         | sir Alexander Livingston  |  |  |       |  |  |                |  |  |               |  |
|                                   |              | Janet Livingston         | Janet de Dundas           |  |  |       |  |  |                |  |  |               |  |
| James Hamilton, I conte di Arran  |              | Janet Livingston         |                           |  |  |       |  |  |                |  |  |               |  |
|                                   |              | Giacomo II, re di Scozia | Giacomo I, re di Scozia   |  |  |       |  |  |                |  |  |               |  |
|                                   |              | Giacomo II, re di Scozia | Giacomo I, re di Scozia   |  |  |       |  |  |                |  |  |               |  |
|                                   |              | Giacomo II, re di Scozia | lady Joan Beaufort        |  |  |       |  |  |                |  |  |               |  |
| Maria di Scozia                   |              | Giacomo II, re di Scozia |                           |  |  |       |  |  |                |  |  |               |  |
|                                   |              | Maria di Gheldria        | Arnoldo, duca di Gheldria |  |  |       |  |  |                |  |  |               |  |
|                                   |              | Maria di Gheldria        | Arnoldo, duca di Gheldria |  |  |       |  |  |                |  |  |               |  |
|                                   |              | Maria di Gheldria        | Caterina di Kleve         |  |  |       |  |  |                |  |  |               |  |
| James Hamilton, II conte di Arran |              | Maria di Gheldria        |                           |  |  |       |  |  |                |  |  |               |  |
|                                   | John Bethune | John Bethune             |                           |  |  |       |  |  |                |  |  |               |  |
|                                   | John Bethune | John Bethune             |                           |  |  |       |  |  |                |  |  |               |  |
|                                   | John Bethune | Catherine Stirling       |                           |  |  |       |  |  |                |  |  |               |  |
| sir David Bethune                 | John Bethune |                          |                           |  |  |       |  |  |                |  |  |               |  |
|                                   |              | Marjory Boswell          | David Boswell             |  |  |       |  |  |                |  |  |               |  |
|                                   |              | Marjory Boswell          | David Boswell             |  |  |       |  |  |                |  |  |               |  |
|                                   |              | Marjory Boswell          | Elizabeth Melville        |  |  |       |  |  |                |  |  |               |  |
| Janet Bethune                     |              | Marjory Boswell          |                           |  |  |       |  |  |                |  |  |               |  |
|                                   |              | Stephen Duddingston      | William Duddingston       |  |  |       |  |  |                |  |  |               |  |
|                                   |              | Stephen Duddingston      | William Duddingston       |  |  |       |  |  |                |  |  |               |  |
|                                   |              | Stephen Duddingston      | lady Deborah Stewart      |  |  |       |  |  |                |  |  |               |  |
| Janet Duddingston                 |              | Stephen Duddingston      |                           |  |  |       |  |  |                |  |  |               |  |
|                                   |              | Deborah Creich           | Robert Creich             |  |  |       |  |  |                |  |  |               |  |
|                                   |              | Deborah Creich           | Robert Creich             |  |  |       |  |  |                |  |  |               |  |
|                                   |              | Deborah Creich           | Janet Broune              |  |  |       |  |  |                |  |  |               |  |
|                                   |              | Deborah Creich           |                           |  |  |       |  |  |                |  |  |               |  |